# Phlebopenes ogloblini
Phlebopenes ogloblini är en stekelart som beskrevs av De Santis 1970. Phlebopenes ogloblini ingår i släktet Phlebopenes och familjen hoppglanssteklar. Inga underarter finns listade i Catalogue of Life.